# Damernas skiathlon vid världsmästerskapen i nordisk skidsport 2021
Damernas skiathlon vid världsmästerskapen i nordisk skidsport 2021 arrangerades den 27 februari 2021 i Oberstdorf i Tyskland. Det var den tredje tävlingen i längdåkning som avgjordes under mästerskapet, den andra för damer. 59 utövare från 21 länder deltog.
I skiathlon (även kallad dubbeljakt) åker de tävlande första halvan av loppet i klassisk stil varefter de byter utrustning och teknik till fristil. Tävlingens distans var sammanlagt 15 km, varav 7,5 km körs i klassisk stil och 7,5 km i fristil.
Världsmästare blev Therese Johaug från Norge som därmed tog sitt elfte VM-guld i karriären och sitt tredje i skiathlon. Silvermedaljör blev Frida Karlsson från Sverige som därmed tog sin tredje individuella världsmästerskapsmedalj i karriären. Ebba Andersson från Sverige tog brons, vilket var hennes tredje VM-medalj och hennes första individuella medalj i karriären.
Regerande världsmästare från 2019 var Johaug, som alltså lyckades försvara sitt guld. Ingvild Flugstad Østberg från Norge var regerande silvermedaljör och Natalja Neprjajeva från Ryssland var regerande bronsmedaljör. Av de tre deltog endast Johaug och Neprjajeva i loppet; Neprjajeva slutade på 16:e plats.

## Resultat
Tävlingen startade kl. 11:45 lokal tid (UTC+1).
| Pl | Nr | Namn                    | Nation              | Tid     | Diff.    |
| -- | -- | ----------------------- | ------------------- | ------- | -------- |
| 1  | 4  | Therese Johaug          | Norge               | 38.35,5 | ±0       |
| 2  | 8  | Frida Karlsson          | Sverige             | 39.05,5 | +30,0    |
| 3  | 2  | Ebba Andersson          | Sverige             | 39.05,7 | +30,2    |
| 4  | 9  | Teresa Stadlober        | Österrike           | 39.46,9 | +1.11,4  |
| 5  | 21 | Charlotte Kalla         | Sverige             | 39.47,6 | +1.12,1  |
| 6  | 10 | Helene Marie Fossesholm | Norge               | 39.51,1 | +1.15,6  |
| 7  | 15 | Delphine Claudel        | Frankrike           | 39.58,2 | +1.22,7  |
| 8  | 7  | Tatjana Sorina          | Ryska skidförbundet | 39.58,8 | +1.23,3  |
| 9  | 14 | Heidi Weng              | Norge               | 40.01,0 | +1.25,5  |
| 10 | 13 | Jana Kirpitjenko        | Ryska skidförbundet | 40.05,5 | +1.30,0  |
| 11 | 3  | Julija Stupak           | Ryska skidförbundet | 40.28,0 | +1.52,5  |
| 12 | 23 | Anne Kjersti Kalvå      | Norge               | 40.28,7 | +1.53,2  |
| 13 | 11 | Krista Pärmäkoski       | Finland             | 40.28,9 | +1.53,4  |
| 14 | 12 | Kateřina Razýmová       | Tjeckien            | 40.31,1 | +1.55,6  |
| 15 | 1  | Jessie Diggins          | USA                 | 40.35,0 | +1.59,5  |
| 16 | 6  | Natalja Neprjajeva      | Ryska skidförbundet | 40.39,8 | +2.04,3  |
| 17 | 26 | Lotta Udnes Weng        | Norge               | 41.03,2 | +2.27,7  |
| 18 | 17 | Emma Ribom              | Sverige             | 41.07,1 | +2.31,6  |
| 19 | 32 | Pia Fink                | Tyskland            | 41.31,7 | +2.56,2  |
| 20 | 22 | Laura Mononen           | Finland             | 41.34,8 | +2.59,3  |
| 21 | 19 | Anna Comarella          | Italien             | 41.44,0 | +3.08,5  |
| 22 | 33 | Vilma Nissinen          | Finland             | 41.47,5 | +3.12,0  |
| 23 | 38 | Cendrine Browne         | Kanada              | 41.51,4 | +3.15,9  |
| 24 | 46 | Caterina Ganz           | Italien             | 41.51,6 | +3.16,1  |
| 25 | 44 | Sophia Laukli           | USA                 | 41.54,2 | +3.18,7  |
| 26 | 24 | Masako Ishida           | Japan               | 41.57,0 | +3.21,5  |
| 27 | 29 | Francesca Franchi       | Italien             | 42.18,1 | +3.42,6  |
| 28 | 25 | Katherine Stewart-Jones | Kanada              | 42.18,5 | +3.43,0  |
| 29 | 5  | Katharina Hennig        | Tyskland            | 42.32,1 | +3.56,6  |
| 30 | 18 | Johanna Matintalo       | Finland             | 42.36,6 | +4.01,1  |
| 31 | 27 | Petra Nováková          | Tjeckien            | 42.58,4 | +4.22,9  |
| 32 | 30 | Katharine Ogden         | USA                 | 43.20,4 | +4.44,9  |
| 33 | 34 | Valerija Tjuleneva      | Kazakstan           | 43.27,9 | +4.52,4  |
| 34 | 31 | Lisa Lohmann            | Tyskland            | 43.28,1 | +4.52,6  |
| 35 | 35 | Martina di Centa        | Italien             | 43.31,4 | +4.55,9  |
| 36 | 36 | Antonia Fräbel          | Tyskland            | 43.32,7 | +4.57,2  |
| 37 | 16 | Hailey Swirbul          | USA                 | 43.38,8 | +5.03,3  |
| 38 | 20 | Patrīcija Eiduka        | Lettland            | 43.54,2 | +5.18,7  |
| 39 | 39 | Masae Tsuchiya          | Japan               | 43.55,0 | +5.19,5  |
| 40 | 28 | Izabela Marcisz         | Polen               | 44.01,0 | +5.25,5  |
| 41 | 48 | Carola Vila Obiols      | Andorra             | 44.55,7 | +6.20,2  |
| 42 | 37 | Miki Kodama             | Japan               | 45.05,4 | +6.29,9  |
| 43 | 41 | Olga Mandrika           | Kazakstan           | 45.17,4 | +6.41,9  |
| 44 | 43 | Angelina Sjuryga        | Kazakstan           | 45.34,7 | +6.59,2  |
| 45 | 40 | Shiori Yokohama         | Japan               | 45.35,4 | +6.59,9  |
| 46 | 42 | Valentyna Kaminska      | Ukraina             | 45.35,8 | +7.00,3  |
| 47 | 51 | Karolina Kaleta         | Polen               | 45.36,4 | +7.00,9  |
| 48 | 54 | Laura Leclair           | Kanada              | 45.39,8 | +7.04,3  |
| 49 | 58 | Tuva Bygrave            | Australien          | 45.49,8 | +7.14,3  |
| 50 | 47 | Irina Bykova            | Kazakstan           | 46.17,9 | +7.42,4  |
| 51 | 49 | Julija Krol             | Ukraina             | 46.22,5 | +7.47,0  |
| 52 | 57 | Katja Galstjan          | Armenien            | 46.32,6 | +7.57,1  |
| 53 | 56 | Karolina Kukuczka       | Polen               | 46.53,3 | +8.17,8  |
| 54 | 45 | Maryna Antsybor         | Ukraina             | 47.03,1 | +8.27,6  |
| 55 | 60 | Jaqueline Mourão        | Brasilien           | 48.50,7 | +10.15,2 |
| 56 | 52 | Viktorija Olech         | Ukraina             | 49.53,0 | +11.17,5 |
| *  | 55 | Maria Ntanou            | Grekland            | varvad  | *        |
| *  | 53 | Paraskevi Ladopoulou    | Grekland            | varvad  | *        |
| *  | 59 | Nefeli Tita             | Grekland            | varvad  | *        |
| *  | 50 | Anja Ilić               | Serbien             | DNS     | *        |